# Antoni Swinarski
Antoni Mikołaj Swinarski (ur. 20 grudnia 1910 w Toruniu, zm. 8 września 1985 tamże) – polski chemik, profesor i rektor Uniwersytetu Mikołaja Kopernika w Toruniu. Jego głównymi kierunkami badań były: kataliza nieorganiczna, chemia koordynacyjna i zjawiska adsorpcyjne.

## Życiorys
Był synem lekarza Emila Swinarskiego i Marii z Radońskich. Oboje rodzice uczestniczyli w polskim ruchu patriotycznym i społecznym. Uczęszczał do Państwowego Gimnazjum im. Kopernika w Toruniu, po którego ukończeniu w 1928 rozpoczął studia chemiczne na Uniwersytecie Poznańskim. Po pierwszym roku przeniósł się na Wydział Politechniczny Uniwersytetu w Tuluzie, gdzie kontynuował naukę pod kierunkiem noblisty Paula Sabatiera i uzyskał dyplom inżyniera chemika w 1933. Dyplom ten nostryfikował pięć lat później na Politechnice Warszawskiej.
Od 1934 pracował w Cukrowni Janikowo, a następnie w Fabryce Chemicznej Koncernu „Dr R. May" w Luboniu k. Poznania, gdzie był asystentem w laboratorium, a potem kierownikiem produkcji.
Walczył w kampanii wrześniowej w szeregach Armii Poznań (jako podporucznik), był odznaczony Krzyżem Walecznych. Przez pewien czas przebywał w obozie jenieckim, skąd zbiegł. W 1944 aresztowany, trafił do poznańskiego Fortu VII, a potem do obozu w Żabikowie, gdzie spędził ostatnie miesiące wojny.
W 1945 powrócił do pracy w przemyśle, zajmował stanowiska dyrektora Zakładów Przemysłu Fosforowego, kierownika Centralnego Laboratorium Badawczego Kwasu Siarkowego i Nawozów Fosforowych w Luboniu, kierownika Laboratorium Badawczego Fabryki Odczynników Chemicznych w Gliwicach. Był również naczelnikiem wydziału w Ministerstwie Przemysłu Chemicznego, a także adiunktem w Katedrze Chemii Rolnej Uniwersytetu Poznańskiego. Na Wydziale Matematyczno-Przyrodniczym tej uczelni obronił w 1948 rozprawę doktorską Wpływ stosunku NO/NO2 na wydajność produkcji nitrozowej kwasu siarkowego, przygotowaną pod kierunkiem Wieńczysława Kuczyńskiego.
W 1951 został zatrudniony na Wydziale Matematyczno-Przyrodniczym Uniwersytetu Toruńskiego. Jako zastępca profesora objął kierownictwo Katedry Chemii Nieorganicznej, na czele której (potem przekształconej w Zakład Chemii Nieorganicznej) pozostał do przejścia na emeryturę w 1981.
Od 1954 był docentem, od 1958 profesorem nadzwyczajnym, od 1964 profesorem zwyczajnym. W 1962 zastąpił Stanisława Jaśkowskiego na stanowisku rektora Uniwersytetu Mikołaja Kopernika. W czasie trzyletniej kadencji zainicjował budowę miasteczka uniwersyteckiego na Bielanach.
W latach 1969–1975 był dyrektorem Instytutu Chemii, a w 1975 pełnił funkcję pełnomocnika rektora ds. organizacji i współpracy naukowej z gospodarką narodową. Krótko współpracował również z Wieczorową Szkołą Inżynierską w Bydgoszczy i Instytutem Chemii Nieorganicznej w Gliwicach.
Zorganizował w 1968 sześcioletnie Wieczorowe Studium Chemii, kształcące pracowników przemysłu w regionie toruńskim, a w 1971 Doktoranckie Studium Chemii dla pracujących w przemyśle. Był również inicjatorem konkursu chemicznego dla uczniów szkół ogólnokształcących i techników chemicznych z północy Polski.

## Dokonania naukowe
Zainteresowania naukowe Swinarskiego obejmowały chemię nieorganiczną, katalizę, chemię koordynacyjną, analizę chemiczną i adsorpcję.
Ogłosił przeszło 170 publikacji w pismach krajowych i zagranicznych, miał trzy patenty, wypromował 25 doktorów. Jego zasługą jest zorganizowanie pracy naukowej w pionierskim okresie Katedry Chemii Nieorganicznej, kiedy mimo braku aparatury, przyrządów, odczynników zdołał stworzyć zespoły badawcze z chemii koordynacyjnej oraz katalizy i adsorpcji (których pracę sam nadzorował) i z chemii analitycznej (pod kierunkiem Haliny Basińskiej).

## Działalność społeczna
Od 1951 należał do Towarzystwa Naukowego w Toruniu, w którym pełnił m.in. funkcje sekretarza generalnego i wiceprezesa (1963–1982). W 1984 nadano mu godność członka honorowego Towarzystwa.
Działał także w Polskim Towarzystwie Chemicznym, w którym przewodniczył oddziałom poznańskiemu i toruńskiemu. Był członkiem Rady Głównej Szkolnictwa Wyższego i Techniki, Komisji Rzeczoznawców Państwowej Komisji Planowania przy Radzie Ministrów, Sekcji Chemicznej IUPAC, Naczelnej Organizacji Technicznej. Wchodził w skład Komitetu Organizacyjnego II Kongresu Nauki Polskiej, na którym referował dział chemii nieorganicznej.
Organizował i przewodniczył Towarzystwu Przyjaźni Polsko-Francuskiej w Toruniu, od 1957 należał do Societé Chimique de France. Zajmował się także współpracą polsko-włoską. W 1974 został powołany na członka korespondenta Accademie Adamo Mickiewicz di Storie e Letterature Polacco e Slave.
W latach 80. XX w. po przejściu na emeryturę, udzielał się w Wojewódzkiej Radzie Patriotycznego Ruchu Odrodzenia Narodowego w Toruniu. Członek Rady Krajowej PRON w 1983 roku.

## Ordery i odznaczenia
- Krzyż Walecznych
- Odznaka tytułu honorowego „Zasłużony Nauczyciel PRL”
- Krzyż Komandorski Orderu Zasługi Republiki Włoskiej (Włochy)
- Krzyż Oficerski Orderu Legii Honorowej (Francja)
- Złoty Medal Uniwersytetu w Ferrarze.

## Nagrody i wyróżnienia
- Nagroda WRN w Bydgoszczy I stopnia za wybitne osiągnięcia w dziedzinie nauki (1969)[2]
- Nagroda I stopnia Ministerstwa Szkolnictwa Wyższego oraz Ministerstwa Szkolnictwa Wyższego i Techniki
- Doctor honoris causa Uniwersytetu w Tuluzie

## Życie prywatne
W 1938 ożenił się z Wandą Mieczkowską (ur. 27 października 1918 w Poznaniu), która przed II wojną światową studiowała na Uniwersytecie Poznańskim psychologię i pedagogikę, a w 1951 uzyskała tamże dyplom magistra filologii angielskiej i w latach 1958–1979 była lektorką języka angielskiego na Uniwersytecie Mikołaja Kopernika.
Zmarł we wrześniu 1985 w Toruniu i został pochowany w grobowcu rodzinnym na cmentarzu w Lubaszu.